# Cratere Shelley
Shelley  è un cratere sulla superficie di Mercurio.